# Pentaschistis papillosa
Pentaschistis papillosa är en gräsart som beskrevs av Hans Peter Linder. Pentaschistis papillosa ingår i släktet Pentaschistis och familjen gräs. Inga underarter finns listade i Catalogue of Life.